# Targowisko Banacha

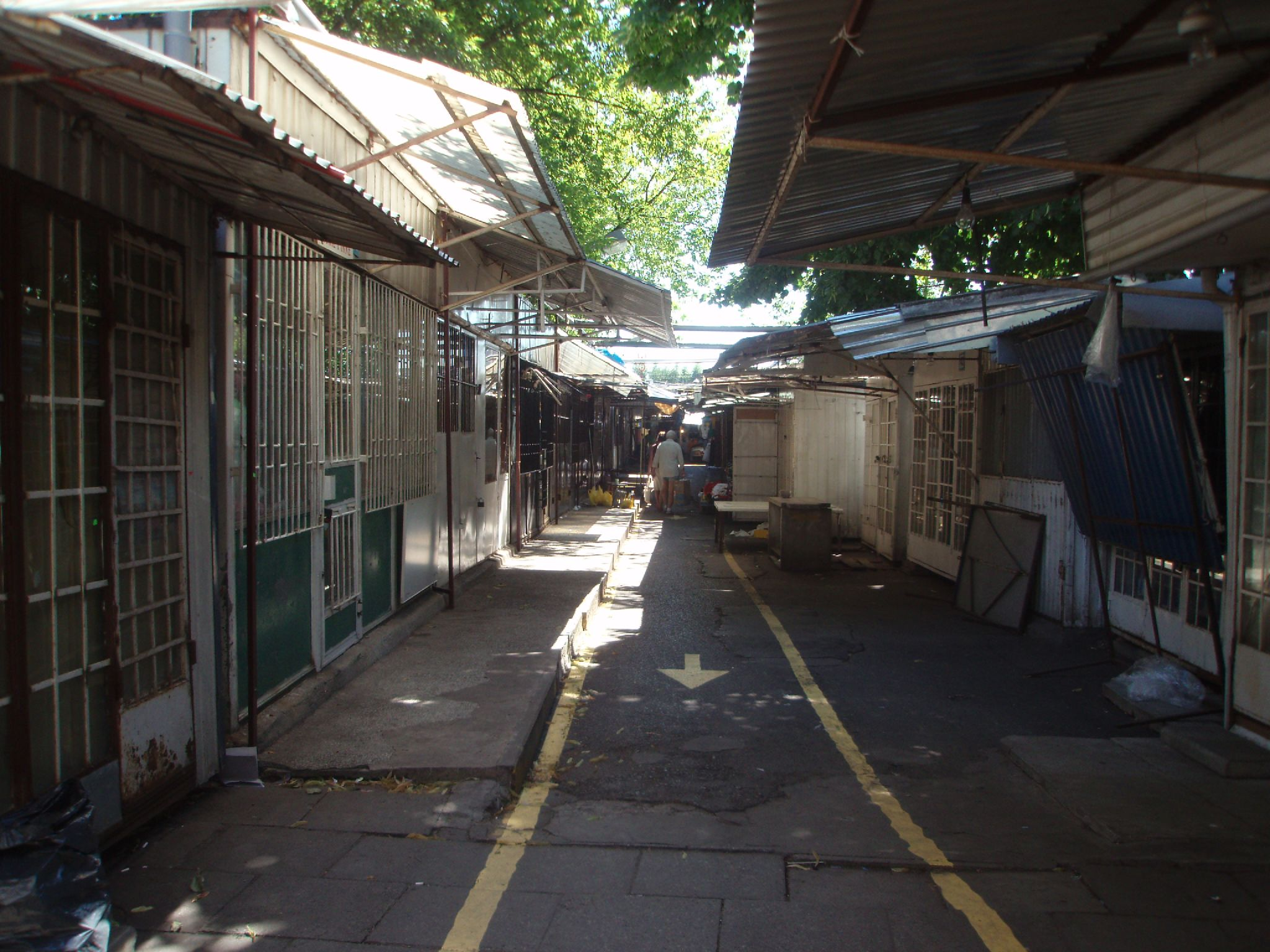
Targowisko Banacha w 2008 roku

Targowisko Banacha – warszawski kompleks handlowy mieszczący się u zbiegu ulic Grójeckiej i Opaczewskiej składający się z otwartego targowiska (bazaru) i domów towarowych (Hale Banacha). Jedno z najstarszych działających targowisk Warszawy. Przypisane jest numeracji ulicy Grójeckiej (numer 95). Leży na styku osiedli Szczęśliwice, Stara Ochota i Rakowiec.

## Historia targowiska
Targowisko otwarto w roku 1917. Handlowano głównie produktami rolnymi – warzywami i owocami, stąd bazar zwano „Zieleniakiem”. Było to na ówczesne standardy nowoczesne miejsce targowe – z brukiem, ujęciem wody i kanalizacją. Początkowo miejsce, w którym się znajdowało, było przedmieściem (włączonym do granic miasta w roku 1916), ale po kilku latach w jego otoczeniu wybudowano kilka nowoczesnych budowli, m.in. gmach gimnazjum obecnie zajmowany przez XXI LO im. Kołłątaja, zajezdnię tramwajową i budynki uczelniane, a w nieco większej odległości osiedle mieszkaniowe Rakowiec.

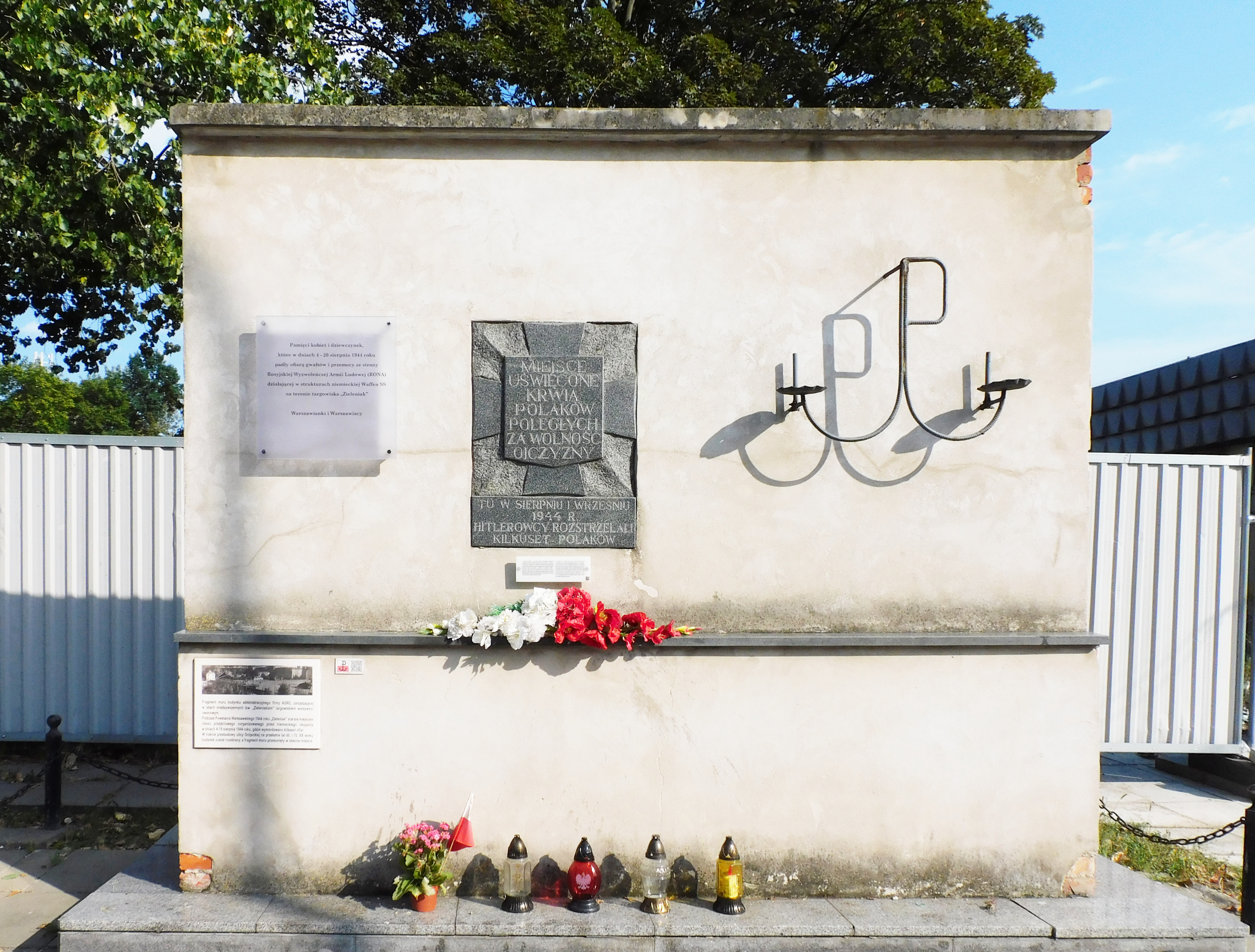
Tablice przy ul. Grójeckiej upamiętniające ofiary obozu przejściowego na Zieleniaku

W czasie obrony Warszawy od 8 do 27 września 1939 roku barykada na ulicy Opaczewskiej z Zieleniakiem stanowiła linię obrony miasta. Podczas pacyfikacji Ochoty w budynkach przy ul. Opaczewskiej stacjonował oddział SS RONA, a na obszarze Zieleniaka w dniach 5–20 sierpnia 1944 utworzono obóz przejściowy dla cywilnej ludności Ochoty. W tym okresie z systematycznie rujnowanych domów Ochoty wypędzano mieszkańców i kierowano do obozów, najpierw na Zieleniaku, a w miarę jego wypełniania się, do obozu przejściowego w Pruszkowie. Na obszarze Zieleniaka dokonywano wówczas dalszych rabunków i gwałtów oraz zamordowano ok. 1000 osób (1/10 ofiar rzezi Ochoty). Zieleniak pełnił również rolę punktu zbornego dla ludności wysiedlanej z innych dzielnic Warszawy. Łącznie w okresie powstania warszawskiego przez targowisko przeszło blisko 60 000 mieszkańców stolicy. W ten sposób stał się on się najbardziej znanym – obok kościoła św. Wojciecha na Woli – punktem zbornym dla wypędzanej ludności Warszawy. Dziś w tym miejscu znajdują się obiekty upamiętniające oba wydarzenia: Pomnik Barykada Września oraz tablica projektu Karola Tchorka upamiętniająca ofiary rzezi Ochoty. Zachowano również fragmenty bruku.
Po wojnie odcinek ul. Opaczewskiej na wschód od ul. Grójeckiej przekształcono w ul. Banacha, co wpłynęło na zmianę nazwy targowiska.
Na przełomie lat 50. i 60. XX w., w baraku na targowisku działał lokal gastronomiczny czynny nocą, w którym czasami występowały kapele cygańskie. Przeznaczony był dla rolników przywożących nocą produkty handlowe, natomiast przez warszawiaków traktowany był jak jeden z nielicznych lokali nocnych.

## Współczesność

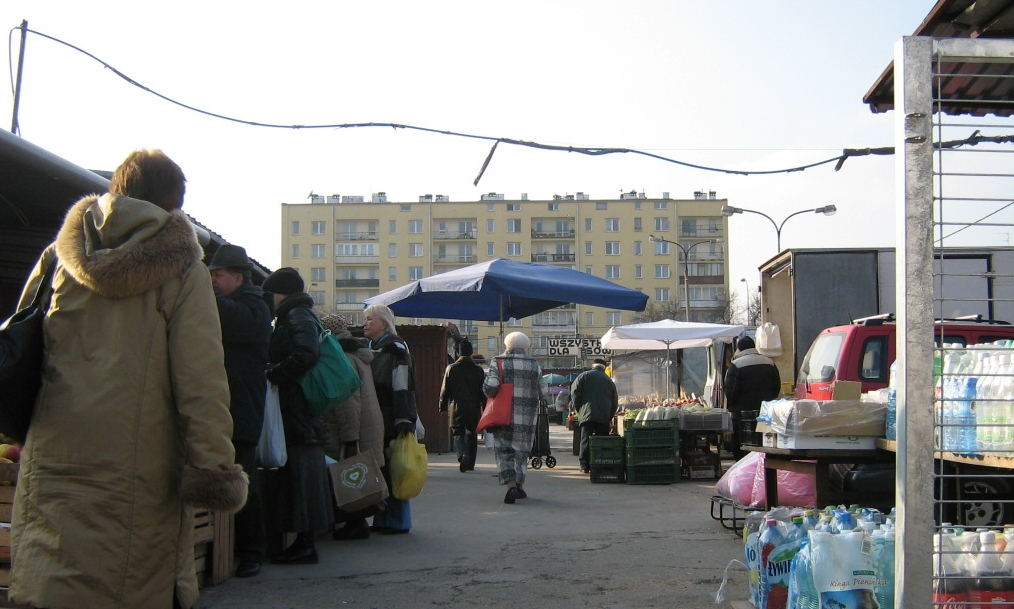
Część południowa targowiska w 2010 roku, widok z rogu ul. Archiwalnej i Skorochód-Majewskiego

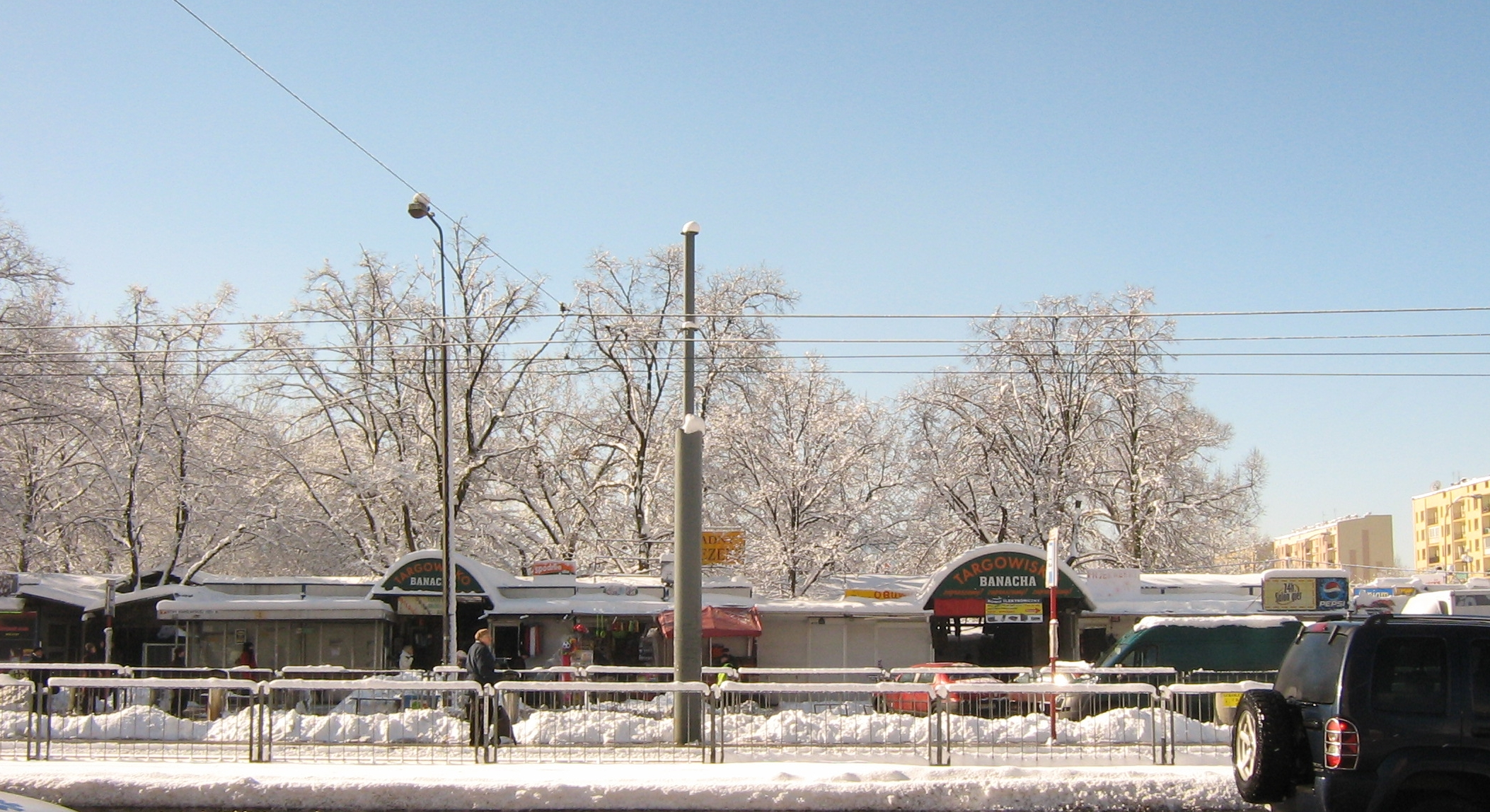
Część północna targowiska, widok z ulicy Banacha

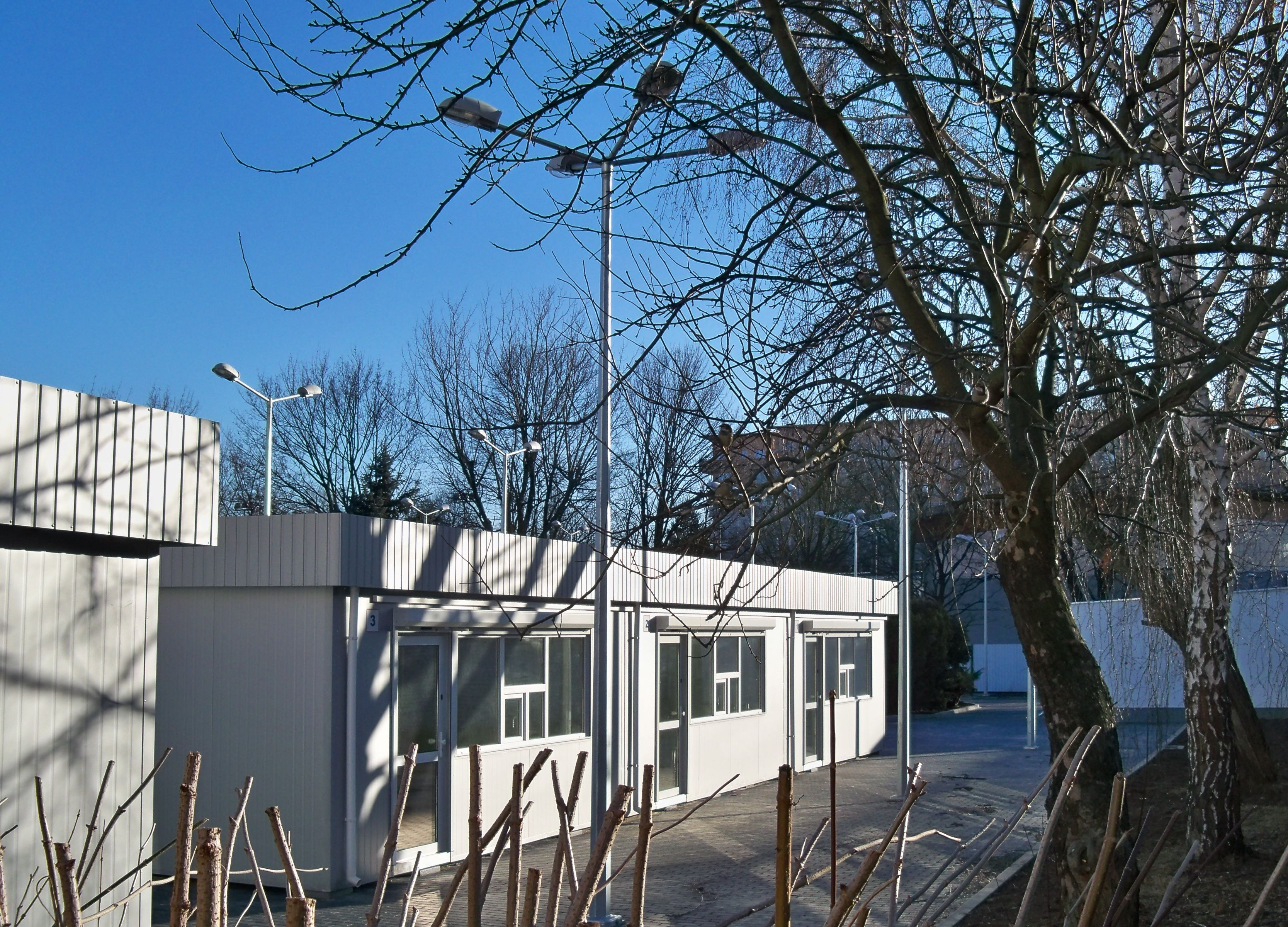
Pawilony na ulicy Skorochód-Majewskiego w 2012 roku, przewidziane na tymczasową lokalizację modernizowanego targowiska

Pierwotnie spożywcze targowisko przekształciło się w wielobranżowy bazar, na którym oprócz produktów rolnych handluje się tekstyliami, a w mniejszym stopniu także drobną elektroniką, artykułami mechanicznymi, książkami, starzyzną itp. Są również punkty usługowe (np. fryzjerski), kiosk, kantor wymiany walut, karczma itp. Na obrzeżach bazaru funkcjonuje również handel nieoficjalny. Pod koniec XX w. część tekstylna zajmowała głównie północną część targowiska, a część spożywcza południową. Jesienią 2009 na targowisku było 285 stanowisk:
- 63 spożywcze (w tym 31 budek wolno stojących)
- 76 warzywnych
- 96 przemysłowych
- 3 z grami zręcznościowymi
- 6 innych
- 41 pustostanów.

Na przełomie XX i XXI w. niezabudowana część bazaru podlegała spółce Gminna Gospodarka Komunalna Ochota Sp. z o.o. Administracją zajmowała się Agencja Handlowo-Usługowa „Targowiska i Hale”. Od roku 2007 Targowisko Banacha podlega Zakładowi Gospodarowania Nieruchomościami w Dzielnicy Ochota Miasta Stołecznego Warszawy.

## Hale Banacha
W roku 1982 w centralnej części targowiska otwarto zabudowaną halę handlową należącą do WSS Społem Ochota. Niedługo potem otwarto bliźniaczą halę. Nazwano je Halami Banacha (potocznie warszawiacy nazywali je „Blaszakiem”). Hala zachodnia to hala spożywcza, a wschodnia to hala przemysłowa. Łącznie mają powierzchnię handlową 6000 m². Większość ich powierzchni to typowe samoobsługowe supermarkety, ale w ich obrębie znajdują się również mniejsze stoiska handlowe i usługowe (jubilerskie, pasmanteryjne i in.) W roku 1990 ze spółdzielni Społem Ochota wydzieliła się spółka Hala Banacha.
W 2024 roku spółdzielnia Hale Banacha przejęła inną halę targową na Ochocie – Halę Kopińską.

## Koncepcja przebudowy
Od lat 90. XX w. pojawiają się kolejne koncepcje modernizacji targowiska. Początkowo ograniczały się one do wprowadzenia drobnych zmian organizacyjnych i modernizacji stoisk, choć co kilka lat rozważano dalej idące zmiany, ostatecznie nierealizowane. Kolejna modernizacja, ogłoszona przez władze miasta, przewidziana była na lata 2010–2012, rozpoczęła się jednak dopiero w połowie 2012 r. W odróżnieniu od dotychczasowych przewiduje nie tylko przebudowę straganów i pawilonów, ale również budowę parkingu podziemnego i wyższych budynków, mających oprócz funkcji handlowych również pełnić funkcje kulturalne (siedziba Muzeum Ochoty) i mieszkalne. Projekt ten przewiduje znaczną zmianę charakteru targowiska, zwłaszcza jego północnej, „tekstylnej” części, pociągając za sobą zmniejszenie liczby stoisk handlowych, co wywołało falę protestów części kupców i mieszkańców. 

## Nowy Zieleniak

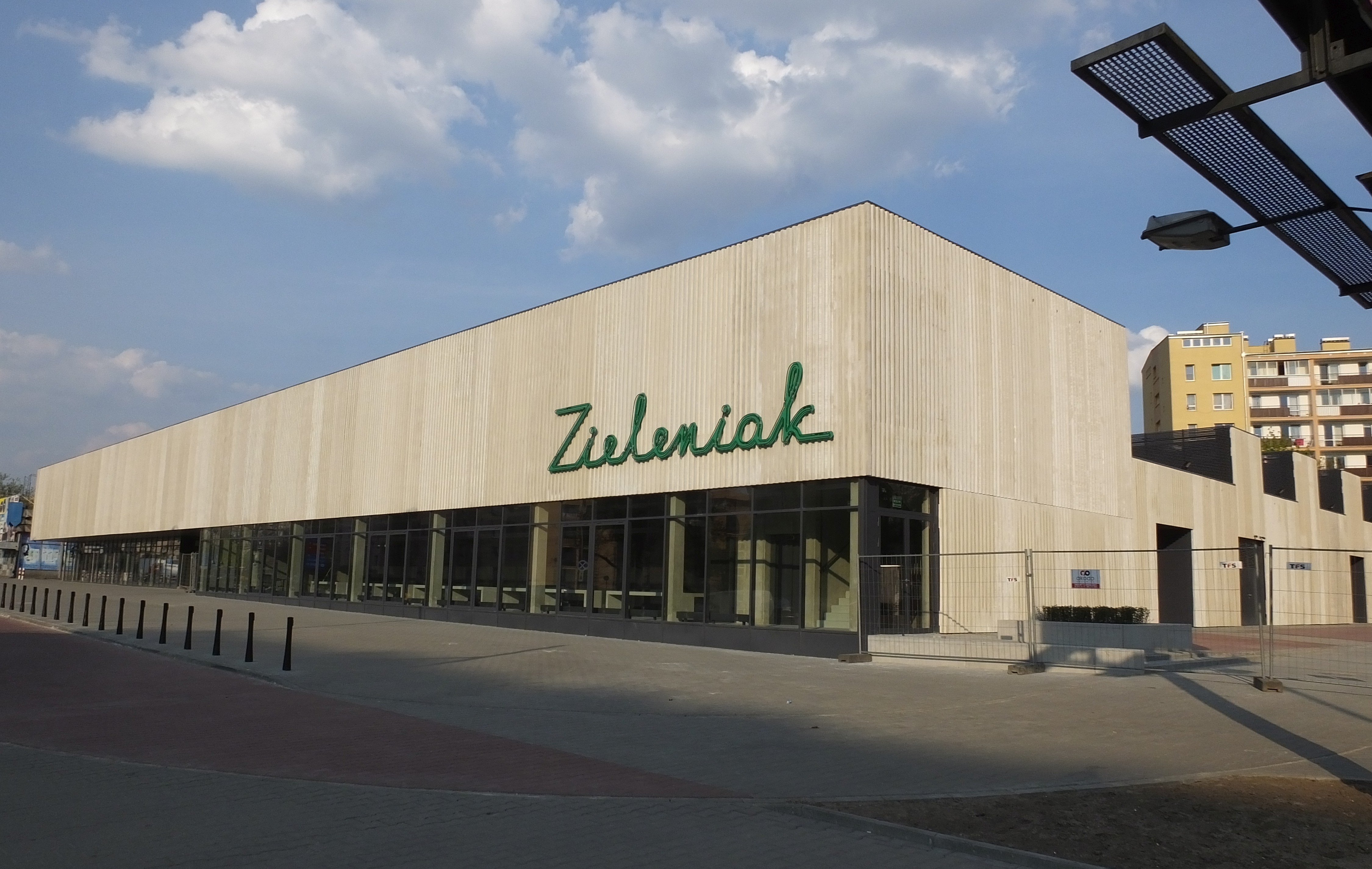
Hala Zieleniaka przed otwarciem

W 2015 zakończono budowę hali targowej w południowej części targowiska. Jeszcze w trakcie budowy, po plebiscycie nadano jej historyczną nazwę „Zieleniak”. Również w wyniku plebiscytu wybrano dla niej neon w stylu retro. Handel w tej części targowiska ponownie rozpoczął się w 2016. W 2019 zamknięto część północną targowiska przeznaczoną pod zabudowę TBS.

## Aktywność pozahandlowa
Na przełomie 1. i 2. dekady XXI w. z targowiskiem związane były działania Inicjatywy Obywatelskiej Targ Banacha XXI. Organizowała ona m.in. wydarzenia kulturalne, jak wystawy fotograficzne, Kaziuki (nawiązujące do wileńskiej imprezy o tej nazwie) oraz wydawała gazetkę bazarową „Irokez”.

## Komunikacja
Bezpośrednio przy targowisku znajduje się zespół przystanków linii tramwajowych i autobusowych „Bitwy Warszawskiej 1920 roku” oraz tramwajowych „Hale Banacha”. Stosunkowo niedaleko zaś przystanek autobusowy i pętla tramwajowa „Banacha”.